# 1985–1986-os jugoszláv labdarúgó-bajnokság (első osztály)
Az 1985/86-os labdarúgó-bajnokság sorban az 58. olyan évad volt, amelyben labdarúgó-bajnokságot szerveztek Jugoszláviában. A bajnokságot, amely az utolsó, 34. játék-nap körüli botrányokról vált hírhedtté, a FK Partizan nyerte, amely ezzel 10. bajnoki címét szerezte meg. Az utolsó fordulót követően a Partizan lett a bajnok - megelőzve a Crvena Zvezdát - jobb gólkülönbségének köszönhetően, azonban 1986. június 20-án a Jugoszláv labdarúgó-szövetség Elnöksége, élén Slavko Šajberrel a következő döntéseket hozta meg:
- Megsemmisíti az 1985/86-os bajnokság utolsó fordulójának valamennyi eredményét és elrendeli azok újbóli lejátszását (mind a 9 mérkőzését)
- Levon 6 pontot 12 csalás gyanújába keveredett csapattól (Partizan, Crvena zvezda, Velež, Rijeka, Dinamo Zagreb, Budućnost, FK Željezničar, Sutjeska, Čelik, Szarajevó, Vojvodina és OFK Beograd), ami azt jelentette, hogy a következő, 1986/87-es bajnokságot ezen csapatok -6 ponttal kezdik.

Valamennyi csapat, a Partizant kivéve beleegyezett az újrajátszásba. A Partizan meccsét, 3-0-s összesítéssel a Željezničar Szarajevó javára írták. Ennek következtében a Partizan elvesztette bajnoki címét, mivel a Crvena Zvezda beérte a tabellán, így utóbbi csapat képviselhette Jugoszláviát a Bajnokcsapatok Európa Kupájában a következő idényben.
Ezt követően számos fellebbezést és keresetet nyújtott be a Partizan, amelynek következtében az ügy a Jugoszláv Legfelsőbb Bíróság elé került. Mire a Legfelsőbb Bíróság és a Szerb Társultmunka Bíróság ítéletet hirdettek, az 1986/87-es bajnokság már véget ért és a bajnok a Vardar lett, köszönhetően a 6 pontos levonásoknak.
A bíróság ítélete szerint nem volt bizonyíték arra, hogy az 1985/86-os bajnokság utolsó fordulójában bármi fajta csalás történt volna, a bajnoki címet így a Partizan visszakapta. Az ítélet azt is jelentette egyben, hogy nincs jogalap arra, hogy pontokat vonjanak le a csapatoktól az 1986/87-es idényre, így a pontok "újraszámlálása" után a Partizan lett ismét a bajnok a Vardar Szkopje helyett.
Mindezek ellenére a Vardar képviselte Jugoszláviát a Bajnokcsapatok Európa Kupájában.

## Az utolsó forduló eredményei
| Partizan  | 4-0* | Željezničar     | A Partizannak legalább akkora gólkülönbségű győzelmet kellett aratnia a Željezničar felett, mint a Crvena Zvezdanak a Szarajevó ellen ahhoz, hogy bajnok lehessen. A Partizan belgrádi mérkőzése 15 perc késéssel kezdődött, mivel a klub 2 korábbi játékosától, az előző idény végén visszavonuló legendás csatár Momčilo Vukotić-től és Vargától ezen a meccsen búcsúzott. |
| Sarajevo  | 0-4* | Crvena Zvezda   | A Crvena Zvezdanak nagyobb gólkülönbségű győzelmet kellett aratnia a Partizannál, ahhoz, hogy bajnokságot nyerjen. A Zvezda idegenben 4 gólos győzelmet aratott. |
| Vojvodina | 1-7* | Dinamo Zagreb   | A Dinamonak minél nagyobb arányú győzelemre volt szüksége az UEFA-kupa szereplést jelentő helyezés eléréséhez. A Vojvodina ekkorra már kiesett a Jugoszláv első osztályból, így matematikailag 1 győzelem sem segített volna rajtuk. A mérkőzés nagy arányú Dinamó-győzelemmel ért véget.                                                                                    |
| Hajduk    | 5-3  | Dinamo Vinkovci | A Hajduknak győzelemre volt szüksége az UEFA-kupás helyezés eléréséhez, míg az ellenfélnél Davor Čop, a Dinamo Vinkovci játékosa a gólkirályi címért küzdött és 3 gólt is szerzett a mérkőzésen. |
| Sutjeska  | 5-5* | Budućnost       | A Budućnost-nak és a Sutjesca-nak pontok kellettek a bennmaradáshoz. Ehhez a döntetlen eredmény is elegendő lett volna. A mérkőzés végül döntetlenre végződött. |
| Čelik     | 1-1* | Rijeka          | A Rijekának pont ill. pontok kellettek az UEFA-kupás hely eléréséhez, míg a Čelik-nek bennmaradáshoz kellett ill. kellettek azok. Az eredmény a mindkét csapat számára kedvező, döntetlen lett. |
| Osijek    | 2-1  | Sloboda Tuzla   | |
| Velež     | 2-3* | OFK Beograd     | A Velež ekkora már bebiztosította a helyét az UEFA-kupában, míg az OFK Beograd-nak kizárólag a győzelem volt elfogadható a kiesés elkerülése végett. A mérkőzés egy kis arányú vendég-győzelemmel ért véget, ami meglepő volt, mivel a legjobb jugoszláv csapatok is csak nagy nehezen tudtak itt pontot ill. pontokat szerezni.                                             |
| Priština  | 0-0  | Vardar          | |

* Mérkőzések, amelyek kapcsán felmerült a csalás gyanúja

## Bajnokság
| Helyezés | Klub                  | M  | GY | D  | V  | Rg | Kg | Gk  | P  |
| -------- | --------------------- | -- | -- | -- | -- | -- | -- | --- | -- |
| 1        | Partizan              | 34 | 21 | 7  | 6  | 65 | 29 | +36 | 49 |
| 2        | Crvena Zvezda         | 34 | 21 | 7  | 6  | 73 | 38 | +35 | 49 |
| 3        | Velež Mostar          | 34 | 13 | 11 | 10 | 64 | 50 | +14 | 37 |
| 4        | Hajduk Split          | 34 | 15 | 7  | 12 | 55 | 44 | +11 | 37 |
| 5        | Rijeka                | 34 | 12 | 13 | 9  | 42 | 31 | +11 | 37 |
| 6        | Dinamo Zagreb         | 34 | 11 | 14 | 9  | 53 | 43 | +10 | 36 |
| 7        | Željezničar Szarajevó | 34 | 15 | 5  | 14 | 58 | 63 | -5  | 35 |
| 8        | Vardar Szkopje        | 34 | 14 | 6  | 14 | 52 | 59 | -7  | 34 |
| 9        | Osijek                | 34 | 12 | 9  | 13 | 39 | 42 | -3  | 33 |
| 10       | Sutjeska Nikšić       | 34 | 14 | 4  | 16 | 55 | 61 | -6  | 32 |
| 11       | Priština              | 34 | 13 | 6  | 15 | 37 | 47 | -10 | 32 |
| 12       | Sloboda Tuzla         | 34 | 11 | 9  | 14 | 47 | 59 | -12 | 31 |
| 13       | Dinamo Vinkovci       | 34 | 11 | 8  | 15 | 51 | 54 | -3  | 30 |
| 14       | Budućnost Titograd    | 34 | 13 | 4  | 17 | 47 | 52 | -5  | 30 |
| 15       | Sarajevo              | 34 | 11 | 8  | 15 | 41 | 46 | -5  | 30 |
| 16       | Čelik Zenica          | 34 | 11 | 8  | 15 | 39 | 49 | -10 | 30 |
| 17       | OFK Beograd           | 34 | 12 | 6  | 16 | 48 | 63 | -15 | 30 |
| 18       | Vojvodina             | 34 | 6  | 8  | 20 | 33 | 69 | -36 | 20 |
| -        | Spartak Subotica      | -  | -  | -  | -  | -  | -  | -   | -  |
| -        | Radnički Niš          | -  | -  | -  | -  | -  | -  | -   | -  |

M = Mérkőzések száma, Gy: Győzelmek száma, D: Döntetlenek száma, V: Vereségek száma, Rg: Rúgott gólok száma, Kg: Kapott gólok száma, Gk: Gólkülönbség, P: Pontok száma.
Gólkirály: Davor Čop (Dinamo Vinkovci) - 22 gól.
|  | Bajnokcsapatok Európa-kupája |
|  | UEFA-kupa                    |
|  | Kupagyőztesek Európa-kupája  |
|  | Kiesett az első osztályból   |
|  | Feljutott az első osztályba  |

## Bajnok-csapat
- PARTIZAN (Edző: Nenad Bjeković)

Játékosok (Mérkőzések száma/gólok száma):
- Fahrudin Omerović (34/0) -kapus-
- Zvonko Varga (32/17)
- Ljubomir Radanović (32/4)
- Vladimir Vermezović (32/1)
- Admir Smajić (30/2)
- Slobodan Rojević (29/0)
- Goran Stevanović (28/3)
- Nebojša Vučićević (27/6)
- Miloš Đelmaš (26/11)
- Zvonko Živković (24/12)
- Bajro Župić (24/0)
- Milonja Đukić (23/1)
- Vlado Čapljić (21/3)
- Radoslav Nikodijević (17/0)
- Miodrag Bajović (15/0)
- Miodrag Radović (12/0)
- Milinko Pantić (9/2)
- Milorad Bajović (6/0)
- Dragan Mance (5/2) közlekedési balesetben elhunyt 1985. szeptember 3-án
- Goran Bogdanović (5/0)
- Jovica Kolb (4/1)
- Isa Sadriju (4/0)

## Kupa

### Döntő
| Hazai csapat (de facto)      | Eredmény | Vendég csapat |
| ---------------------------- | --- | --- |
| Velež Mostar                 | 3 - 1 | Dinamo Zagreb |
| Dátum                        | 1986. május 14. | 1986. május 14. |
| Helyszín                     | JNA Stadion, Belgrád, Szerbia | JNA Stadion, Belgrád, Szerbia |
| Nézőszám                     | 40 000 (Befogadóképesség: 38 923 fő) | 40 000 (Befogadóképesség: 38 923 fő) |
| Bíró                         | Čolić (Belgrád) | Čolić (Belgrád) |
| Velež (edző: Dušan Bajević)  | Vukašin Petranović, Ismet Šišić, Goran Jurić, Nenad Bijedić, Vladimir Matijević, Draženko Prskalo, Sead Kajtaz, Vladimir Skočajić, Predrag Jurić, Anel Karabeg (74' Vladimir Gudelj), Semir Tuce          | Vukašin Petranović, Ismet Šišić, Goran Jurić, Nenad Bijedić, Vladimir Matijević, Draženko Prskalo, Sead Kajtaz, Vladimir Skočajić, Predrag Jurić, Anel Karabeg (74' Vladimir Gudelj), Semir Tuce          |
| Dinamo (edző: Ćiro Blažević) | Ranko Stojić, Milivoj Bračun (70' Dražen Besek), Zvijezdan Cvetković, Srečko Katanec, Mirko Lulić, Mustafa Arslanović, Željko Cupan, Snježan Cerin, Borislav Cvetković, Marko Mlinarić, Mladen Munjaković | Ranko Stojić, Milivoj Bračun (70' Dražen Besek), Zvijezdan Cvetković, Srečko Katanec, Mirko Lulić, Mustafa Arslanović, Željko Cupan, Snježan Cerin, Borislav Cvetković, Marko Mlinarić, Mladen Munjaković |
| Megjegyzés                   | Gólszerzők: 1-0 Bijedic (6' 11-es), 2-0 Bijedic (51'), 2-1 Mlinaric (58'), 3-1 P.Juric (87') Kiállítva: Z.Cvetkovic (75') és Matijevic (90')                                                              | Gólszerzők: 1-0 Bijedic (6' 11-es), 2-0 Bijedic (51'), 2-1 Mlinaric (58'), 3-1 P.Juric (87') Kiállítva: Z.Cvetkovic (75') és Matijevic (90')                                                              |

## Kupaszereplések

### Bajnokcsapatok Európa-kupája 1985-1986
- Első kör:

 FC Kuusysi – FK Szarajevó V (2−1, 2−1) 4−2-es összesítéssel

### UEFA Kupa 1985–86
- Első kör:

 Dinamo Bucureşti – Vardar Szkopje GY (2−1, 0−1) 2−2-es összesítéssel, idegenben lőtt több góllal
 FC Metz – Hajduk Split GY (1−5, 2−2) 3−7-es összesítéssel
 Portimonense S.C. – FK Partizan GY (1−0, 0−4) 1−4-es összesítéssel
- Második kör:

 Dundee United FC – Vardar Szkopje V (2−0, 1−1) 3−1-es összesítéssel
 FC Nantes – FK Partizan V (1−1, 4−0) 5−1-es összesítéssel
 Torino FC – Hajduk Split GY (1−1, 1−3) 2−4-es összesítéssel
- Harmadik kör:

 FK Dnyipro Dnyipropetrovszk – Hajduk Split GY (0−1, 0−2) 0−3-as összesítéssel
- Negyeddöntő:

 KSV Waregem – Hajduk Split V (1−0, 0−1) 1−1-es összesítéssel, a KSV Waregem jutott tovább tizenegyesekkel

### Kupagyőztesek Európa-kupája 1985–86
- Első kör:

 FC Aarau – Crvena Zvezda GY (0−2, 2−2), 2−4-es összesítéssel
- Második kör:

 Lyngby BK – Crvena Zvezda GY (2−2, 1−3), 3−5-ös összesítéssel
- Negyeddöntő:

 Atlético de Madrid – Crvena Zvezda V (2−0, 1−1), 3−1-es összesítéssel